# Futamidő
A futamidő a pénzintézettel kötött hitelszerződésben foglalt időtartam, amely alatt az adós köteles visszafizetni a felvett hitelt, annak minden díjával, kamatával és költségével együtt. A futamidőt meg lehet változtatni az eredeti szerződés módosításával.
A hitel tartam hosszát a hitel igénylője határozza meg. Ez a havi törlesztőrészlet összegét is befolyásolja.
A lakáshitel általában 1-40 év között lehet, szabad felhasználású hitel, illetve a hitelkiváltás szintén, bár több olyan bank is van, amelyik csak 25 vagy 30 évben maximálja a hitel tartam maximumát.
A személyi kölcsön maximális futamideje általában 8 év.